# Teuven
Teuven és un nucli del municipi de Voeren de la província de Limburg a Bèlgica a la vall del Gulp. Compta amb els nuclis Nurop, De Plank, Sinnich i Gieveld. Comptava el 1976 amb 508 habitants i 7,26 km². La posició geogràfica una mica insulada i la baixa de la demanda de treballadors en l'agricultura, va contribuir a la despoblació progressiva. Només recentment, principal immigrants dels afores de Maastricht comencen a descobrir les oportunitats immobiliàries de Teuven.
Teuven formava part de la jurisdicció de Baelen al ducat de Limburg fins a l'ocupació francesa de 1795, quan l'administració francesa va incorporar-lo al departament de l'Ourthe, la futura província de Lieja. El 1963, en traçar la frontera lingüística, va passar a la província de Limburg. El 1977, va fusionar-se amb cinc altres municipis per a formar el municipi nou de Voeren.

## Llocs d'interès
- Castell De Hoof, antiga residència dels senyors de Teuven
- Castell de Sinnich, una antiga abadia de monjos augustinians
- El bosc comunal Bovenste Bos, un antic bosc senyorial que avui pertany a la Regió Flamenca

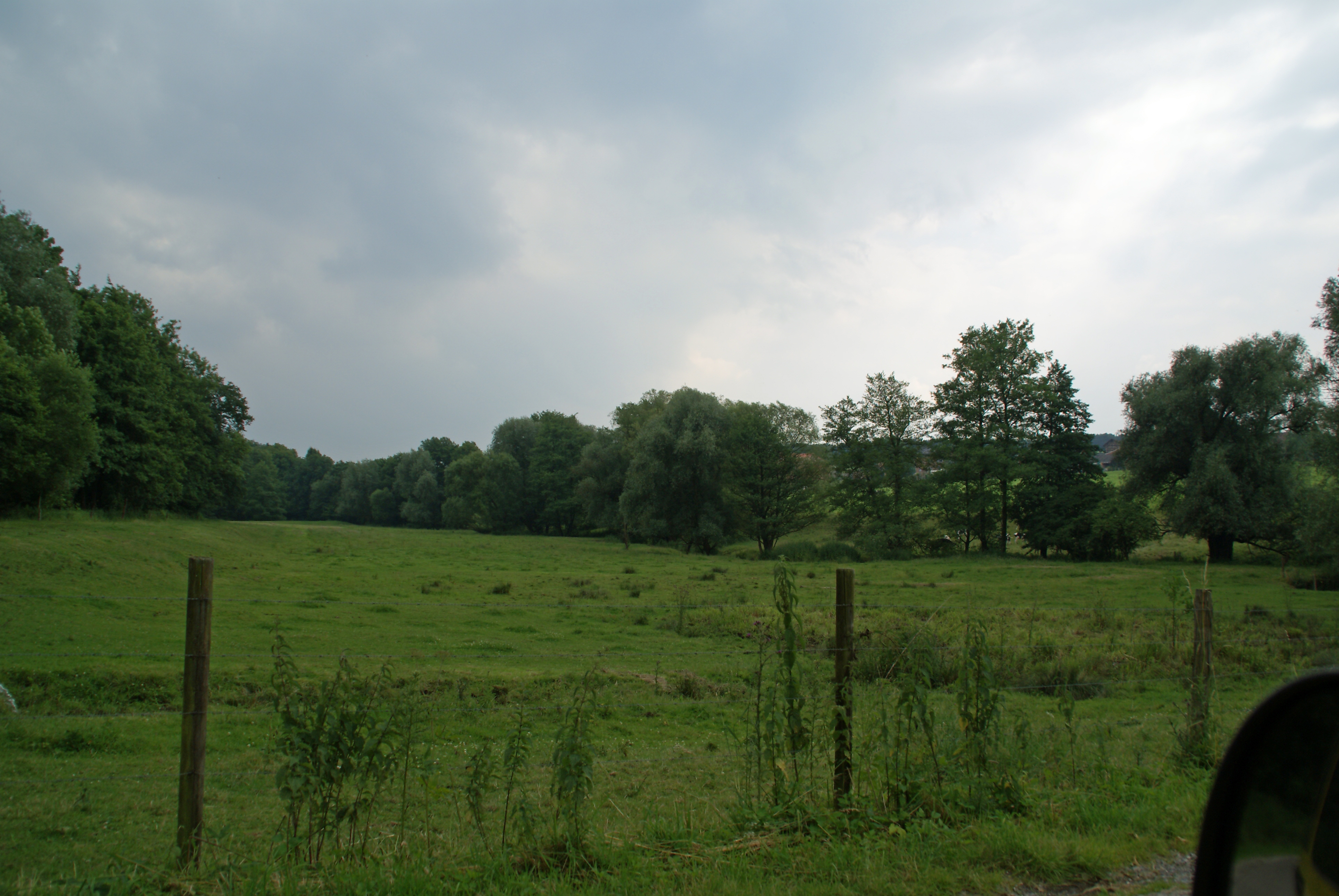
La vall del Gulp
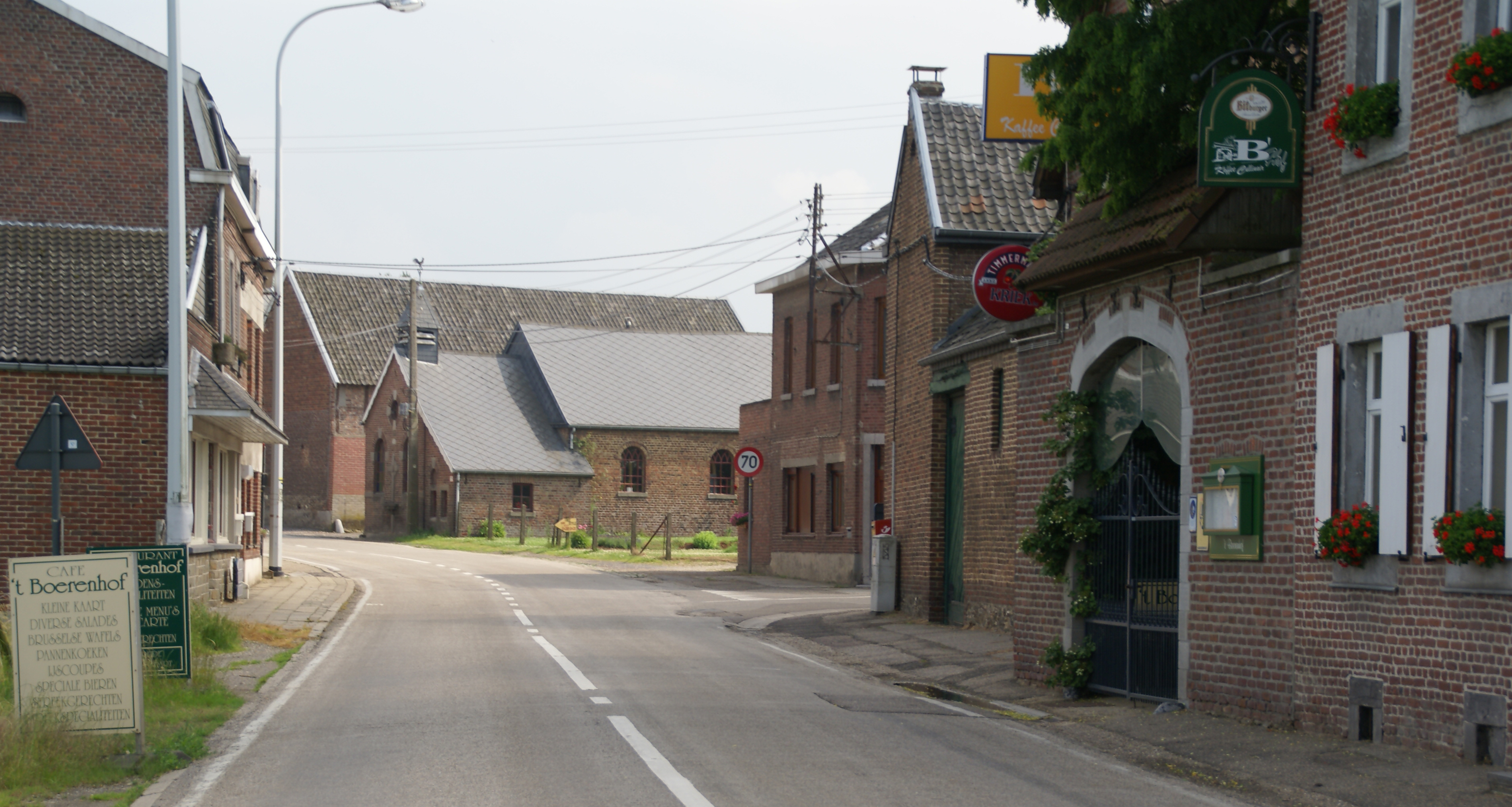
La frontera entre Bèlgica i els Països Baixos a De Plank
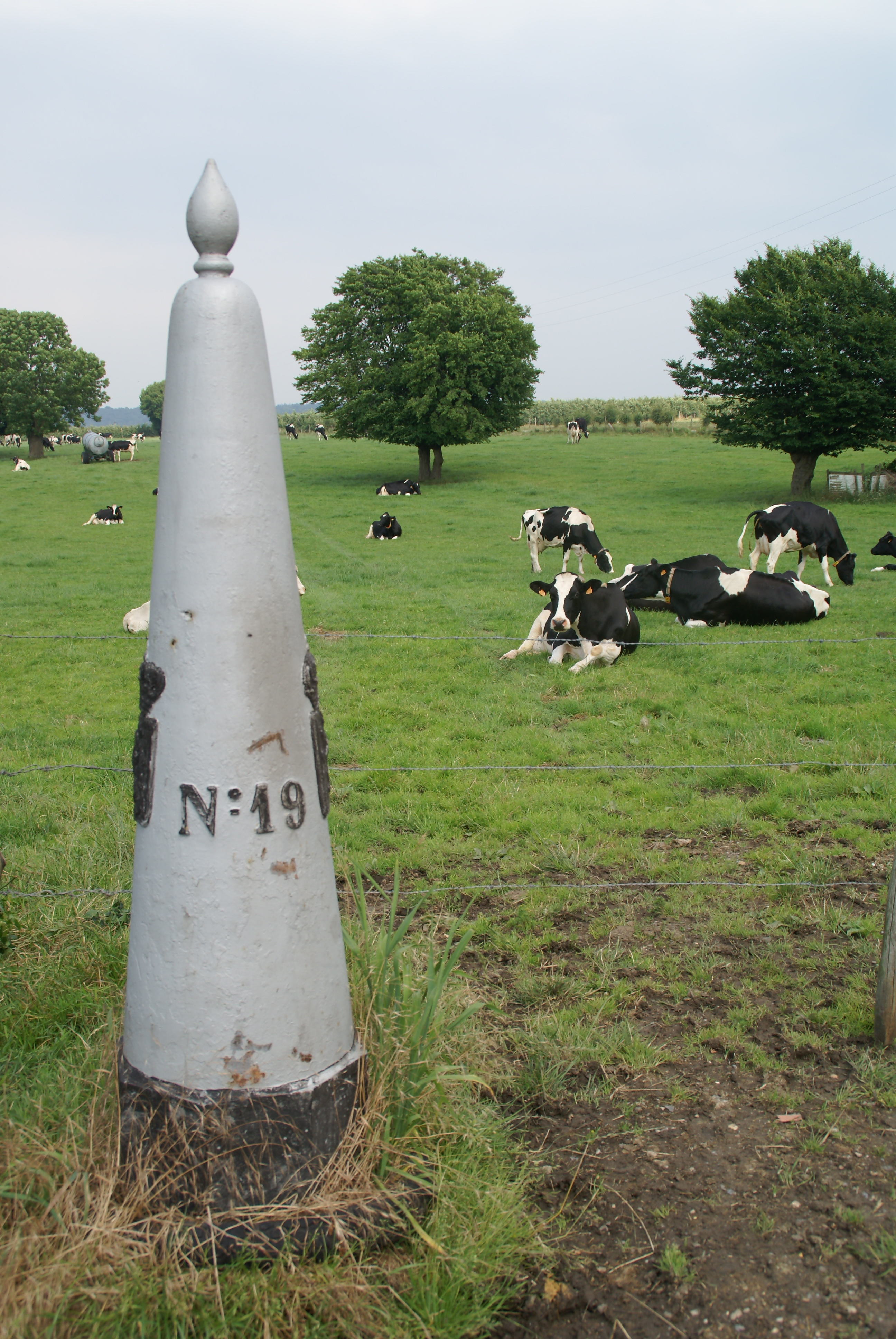
Terme fronterer belgo-neerlandès número 19
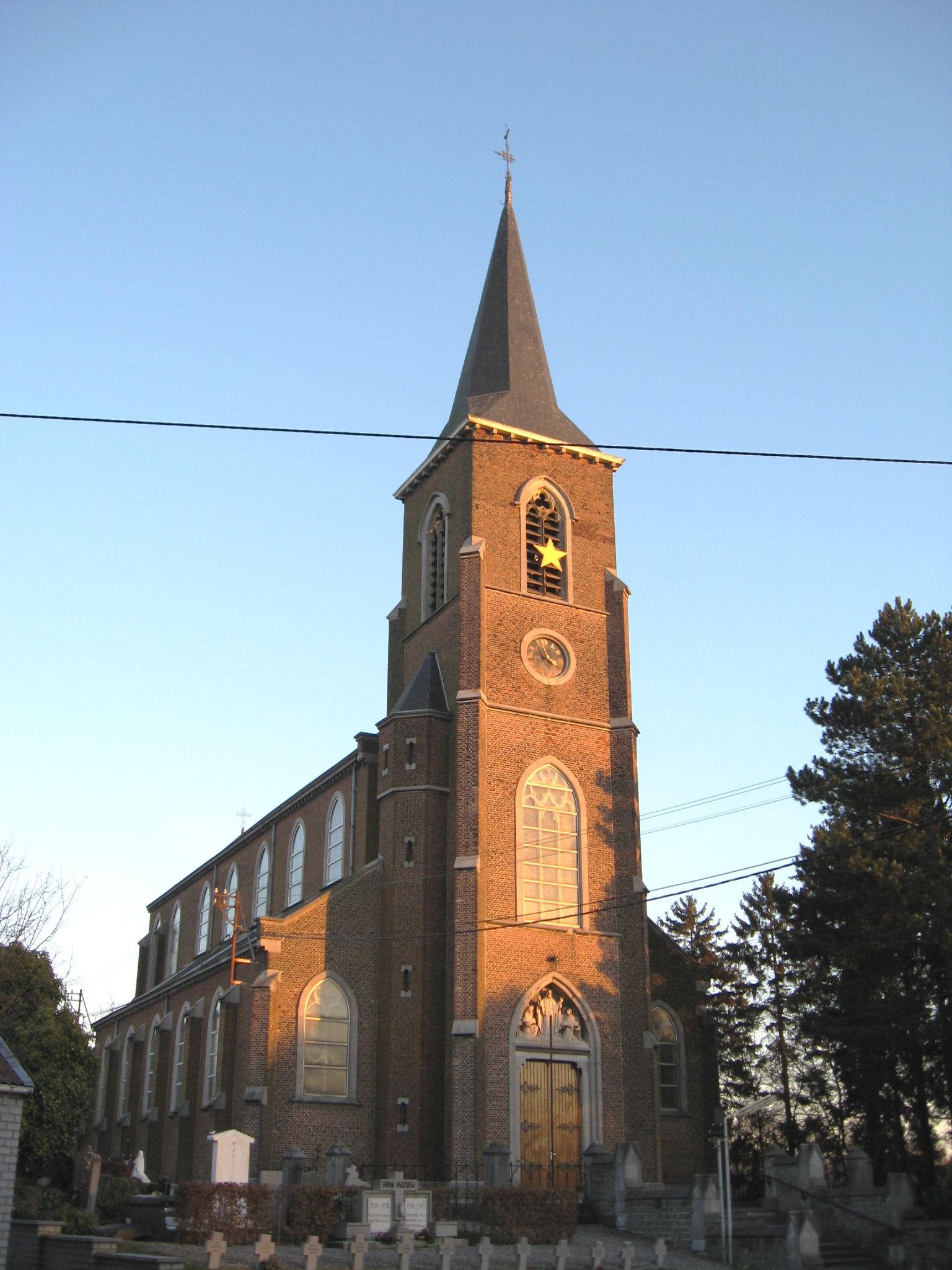
Església Sant Pere
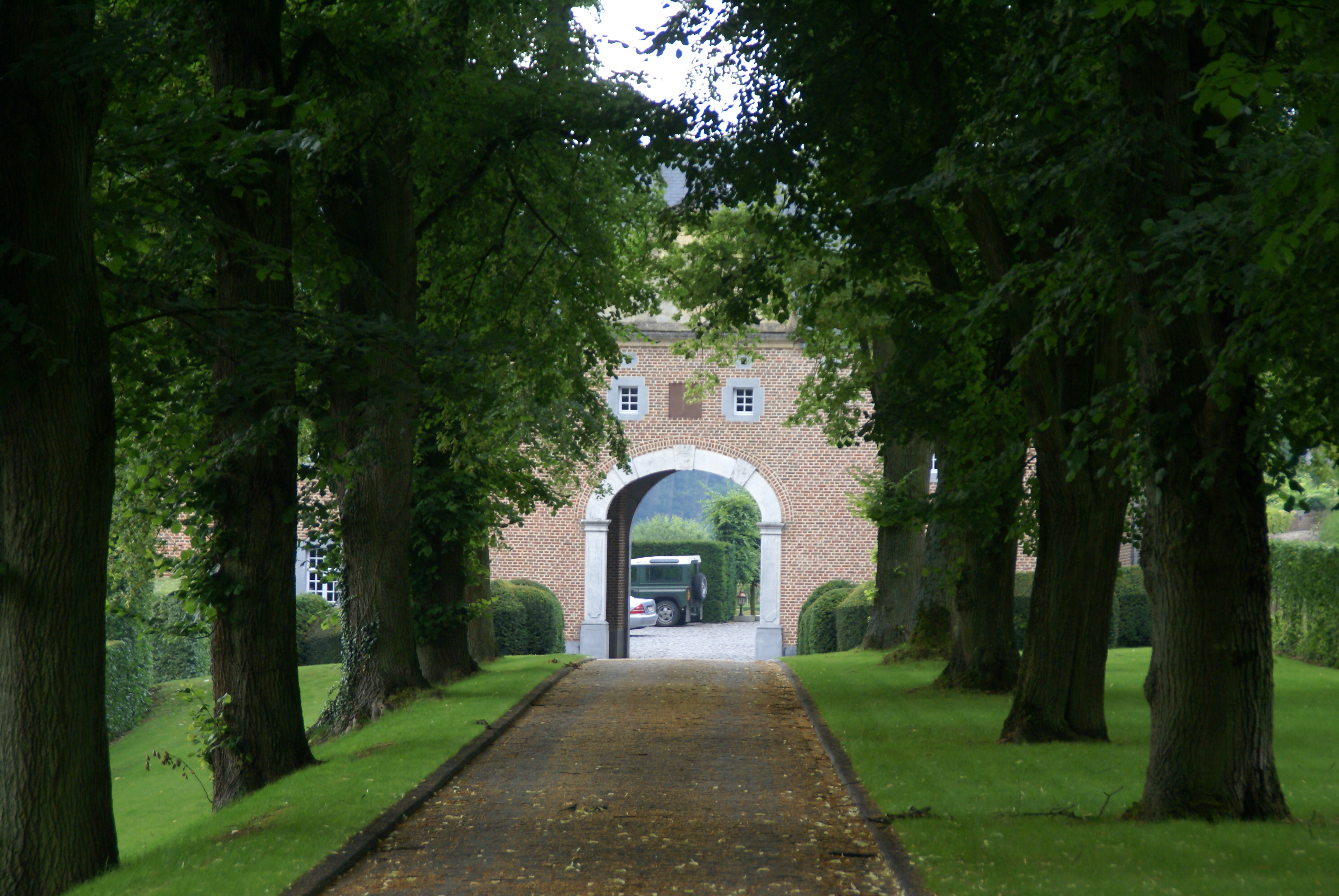
Entrada del castell Sinnich
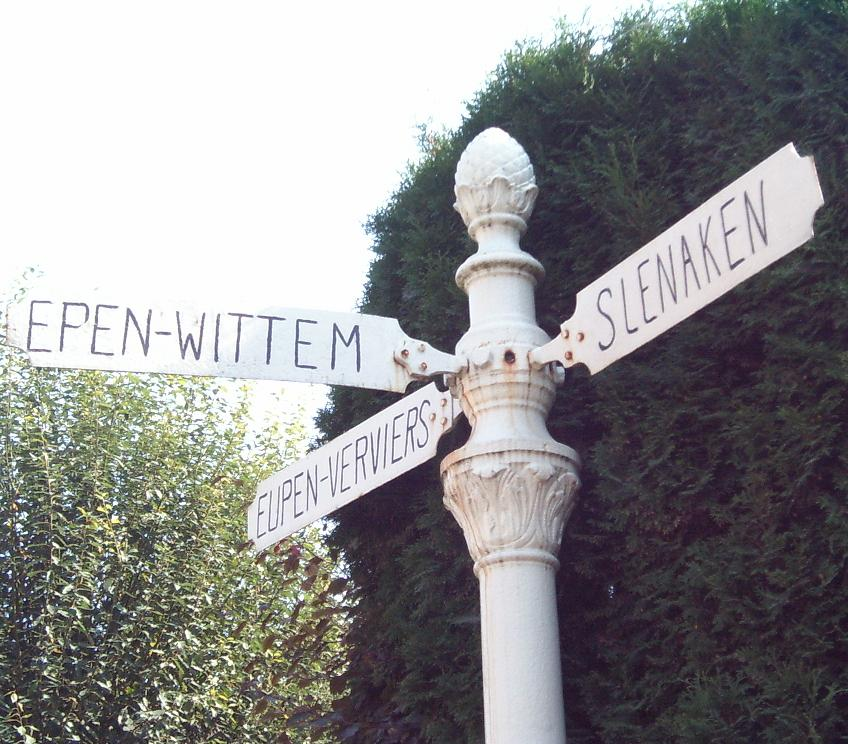
Pal indicador antic
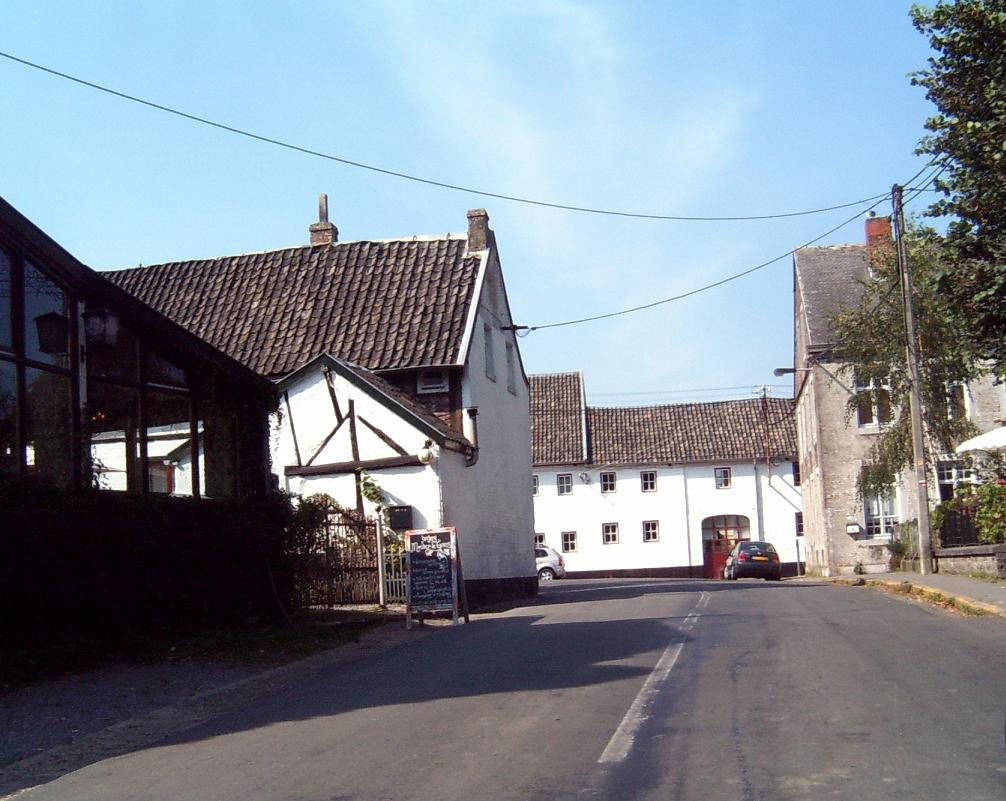
Cases típiques

## Fills predilectes de Teuven
- Charles Vandenhove (1927-…), arquitecte